# 7 Seconds (film)
7 Seconds è un film direct-to-video del 2005 diretto da Simon Fellows e interpretato da Wesley Snipes.

## Trama
Jack Tolliver è un ladro professionista ma l'inestimabile quadro di Van Gogh che ha nelle sue mani non era l'obiettivo del suo piano. Una banda di spietati criminali capeggiati dal boss mafioso Alexie Kutchinov per avere il prezioso dipinto ha rapito uno dei complici di Jack. Nel tentativo di salvarlo Tolliver scoprirà che i nemici possono diventare alleati e gli amici migliori trasformarsi in incubi.